# Миронов, Арсений Станиславович
Арсе́ний Станисла́вович Миро́нов (род. 8 февраля 1973, Лубны, Полтавская область, УССР) — российский филолог и исследователь культуры, специалист по аксиологии и рецепции эпоса. Доктор философских наук, кандидат филологических наук.
В 2014 - 2017 годах - директор Российского научно-исследовательского института культурного и природного наследия имени Д. С. Лихачёва. С 2017 года по 2022 г. возглавлял Московский государственный институт культуры.
С июля 2023 года - ректор Московского государственного университета технологий и управления.

## Биография
В 2022 году защитил докторскую диссертацию по теме «Аксиосфера русского эпоса и ценностный выбор его героев (культурфилософский анализ)». Диссертация кандидата филологических наук защищена под руководством проф. Я. Н. Засурского (2001).
С 1996 по 2000 год работал в ИТАР-ТАСС.
С 2000 по 2008 г работал в референтуре, пресс-службе Администрации Президента РФ.
С 2008 по 2012 г. работал директором Департамента информации Министерства связи и массовых коммуникаций РФ.
В 2012—2013 годах — заместитель директора Государственного института искусствознания.
С 2013 по 2014 годы — советник Министра культуры Российской Федерации. Курировал вопросы государственной культурной политики, информационной политики, изучения, сохранения и актуализации нематериального культурного наследия.
С 2014 года занимал должность директора Российского научно-исследовательского института культурного и природного наследия имени Д. С. Лихачёва.
С апреля 2018 по июль 2022 гг. ректор Московского государственного института культуры.
Член Бюро Научного совета РАН по изучению и охране культурного и природного наследия.
С августа 2022 года назначен исполняющим обязанности ректора Московского государственного университета технологий и управления имени К. Г. Разумовского (Первый казачий университет).
В июле 2023 года назначен ректором МГУТУ им. К. Г. Разумовского (Первый казачий университет)

##### Научные статьи и монографии
- Аксиосфера христианского героического эпоса болгар и факторы ее деградации в XX веке (по результатам ценностного анализа песен "маркова" цикла). Традиции и современность, 2025. №40. С. 26-36
- Мотивационный анализ "центрального героя" как средство реконструировать логико-временную последовательность былинных сюжетов. Новый филологический вестник, 2024. № 2(69). С. 32-45.
- Византийский героический эпос: аксиологический анализ. М., Институт наследия, 2024. - 164 с.
- К вопросу о ценностно-семантической разнице авторских подходов при литературной обработке частей эпической поэмы "Дигенис Акрит". Эпосоведение, 2024. №2. С. 5-18.
- Метод погружения в эпическую ситуацию как средство формирования и коррекции ценностных представлений подростков. Социально-гуманитарные исследования и технологии, 2024. №3(48). С. 3.
- Внеэстетическая жанровая функция былины как основание для моделирования инварианта эпического жанрового сюжета. Традиции и современность, 2023. № 34. С. 10-41.
- Ценности «нового человека» в русском героическом эпосе. Проблемы исторической поэтики / The Problems of Historical Poetics, 2023. Т. 21. № 4. С. 25-43.
- Эпос русских: смыслы. Часть 1. Богатыри-язычники. М., Центр гуманитарных инициатив, 2023.
- Аксиологические доминанты в системе ценностей русского эпического героя // Проблемы исторической поэтики, 2023. Т. 21. № 2. С. 38–65.
- Эпос русских: ценности. Часть 2. Героические "энергии": сила и гнев. М.:Институт наследия, 2023. - 352 с.
- Эпос русских : ценности. Часть 1. Предельные ценности русского эпического сознания : честь и слава / М. : Институт Наследия, 2022. — 354 c
- К вопросу о функциональной классификации былинных сюжетов / Вестник РГГУ. Серия: литературоведение, языкознание, культурология. 2021, #3. С.12-32.
- Ценность деятельного сострадания в героическом эпосе: особенность былинного концепта / Проблемы исторической поэтики. 2021. Т. 19. No 2. С. 7-32.
- Личная честь героя в русских былинах. / Литература в школе. 2021, #2.
- Переосмысление общеэпической ценностной категории «героический гнев» в русских былинах: богатырская «ярость / обида» как христианский концепт // Вестник НГУ. Серия: История, филология. 2021. Т. 20, № 2: Филология. С. 57-75.
- Былина на русском фронтире: деконструкция дохристианского эпического героя как сюжетная функция старины «Алеша Попович и змей Тугарин» / Культура и текст. 2021, № 1 (44). С. 88-104.
- Эпос русских: актуализация. М., Институт наследия, 2020.
- Уникальный концепт славы: девальвация ценности личной славы (молвы) в русском былинном эпосе. Литература в школе. 2020, № 5.
- О ценностном характере былинной темпоральности. — On the time in Russian Bylinas and its axiological nature // Новый исторический вестник. 2020. № 1. С. 71-88.
- Аксиология и символика мотивной системы в новгородских былинах / Quaestio Rossica Vol. 8 2020. No 5, p. 1519—153.
- Аксиологический анализ былин о Дунае и Потыке. // Проблемы исторической поэтики. 2020. № 2. С. 20-46.
- Былинная география как пространство, размеченное смыслами // Литература в школе. 2020. № 3. С. 9-23.
- Изменение ценностного центра героя как смысл былинного мотива // Litera. — 2020. — № 1. — С. 75 — 93.
- «Невеликие» герои: об одной особенности русского эпического концепта богатырства // Филология: научные исследования. — 2020. — № 1. — С. 72 — 82.
- Авторские «былины» Л. Н. Толстого как фактор искаженной рецепции эпоса в российском эпосоведении, педагогике, искусстве конца XIX — начала XX вв. // Культура и искусство. — 2020. — № 3. — С. 23 — 37.
- Эпос русских: интерпретация. Культурфилософский анализ рецепции былин с конца XVIII столетия до 1917 года. М., URSS. 2019. 528 с.
- Аксиологический подход в былиноведении: ценностный анализ русского эпоса во второй половине XX века. Часть 1, 1950—1960 годы. // Вестник МГУКИ. 2019. № 7 (87).
- Аксиологический подход в былиноведении: ценностный анализ русского эпоса во второй половине XX века. Часть 2. 1970- е годы. // Вестник МГУКИ, 2019. № 8 (88).
- Аксиологический подход в былиноведении: ценностный анализ русского эпоса во второй половине XX века. Часть 3. 1980-е годы. // Вестник МГУИК, 2019. № 9 (89).
- Аксиологический подход в былиноведении: ценностный анализ русского эпоса в первой половине XX века // Вестник МГУКИ. 2018. № 6 (86)
- Рецепция русского эпоса в немецкой культуре 19 века. // Новый филологический вестник. № 4 за 2018. С.218-227.
- Аксиологический подход в былиноведении: ценностный анализ русского эпоса в XIX веке. // Вестник МГУКИ, № 4 за 2018 г.
- Либеральная интерпретация смыслов русского эпоса в российской науке, педагогике, искусстве. // Культура и образование, № 2 (29) за 2018 г.
- Картина мира русского эпического сознания: цивилизационные особенности. Культурное наследие России. № 4 за 2018 г.
- Политико-идеологические критерии подлинности героического эпоса в теории В. Я. Проппа // Новый филологический вестник. № 1 (44) 2018. С. 16-27.
- Былины в истории русской педагогики XIX века: роль хрестоматий Ф. И. Буслаева // Культура и образование. № 3 (26) 2017. С. 5-11.
- Влияние стилизаций В. П. Авенариуса на рецепцию героического эпоса в русском образованном обществе рубежа XIX—XX веков. Статья первая. «Книга о киевских богатырях». Вестник Московского государственного университета культуры и искусств. № 4 за 2017 г. С. 78-87.
- Влияние стилизаций В. П. Авенариуса на рецепцию героического эпоса в русском образованном обществе рубежа XIX—XX веков. Статья вторая «Книга былин. Свод избранных образцов русской народной эпической поэзии». Вестник Московского государственного университета культуры и искусств. № 5 за 2017 г. С. 10-19.
- Принципы выбора былин и их публикации в учебнике Л. И. Поливанова «Русские народные былины». Новый филологический вестник. № 3 за 2017 г. С. 60-71.
- Трансформация ценностной системы русского эпоса в опере-былине Н. А. Римского-Корсакова «Садко». Вестник Московского государственного университета культуры и искусств. № 6 за 2017 г. Вестник Московского государственного университета культуры и искусств. 2017. № 6 (80). С. 10-18.
- Русские былины в отечественной педагогике XIX века: начало изучения русского эпоса. Культурное наследие России. № 3 за 2017. С. 51-57.
- О попытке С. В. Козловского переосмыслить мотивации героев русского эпоса // Новый филологический вестник. № 2 (41) 2017. С. 189—191.
- Концепт силы в системе ценностей былины // Вестник РГГУ. Серия: история, филология, культурология, востоковедение. № 2 (23) 2017. С. 35-49.
- Разработка и внедрение интерактивных игровых образовательных сценариев для популяризации нематериального культурного наследия народов России (на материале русского былинного эпоса) // Вопросы культурологии. 2016. № 10. С. 6-18.
- Русский былинный эпос как система ценностей. К постановке проблемы // Новый филологический вестник. N3 (38) 2016. С.45-59.http://slovorggu.ru/2016_3/38.pdf

Сводные тексты былин
- Былины про старого казака Илью Муромца : сводный текст / составитель А. С. Миронов. — Москва : Институт Наследия, 2024. — 426 с.
- Былины про Добрыню Никитича: сводный текст / составитель А. С. Миронов. -- Москва: Институт Наследия, 2025. - 390 с.

##### «Древнерусская игра»
- Много шума из никогда (1998)
- Украшения строптивых (2001)
- Двенадцатая дочь (2002)

##### «Хронавтика»
1. Дары данайцев (2008)